# Koszykówka na Światowych Wojskowych Igrzyskach Sportowych 2019
Koszykówka na 7. Światowych Wojskowych Igrzyskach Sportowych  –zawody, które odbywały się w chińskim Wuhan podczas igrzysk wojskowych w dniach 19-26 października 2019 roku. Turniej kobiet zostały rozegrany w HUST Optics Valley Gymnasium, a drużyny męskie rywalizowały w Hongshan Gymnasium.

## Harmonogram
| Październik 2019   | 18 Pi | 19 So | 20 Ni | 21 Po | 22 Wt | 23 Śr | 24 Cz | 25 Pi | 26 So | 27 Ni |
| Koszykówka         |       |       |       |       |       |       |       |       |       |       |
| ------------------ | ----- | ----- | ----- | ----- | ----- | ----- | ----- | ----- | ----- | ----- |
| – turniej kobiet   |       |       |       |       |       |       |       |       | F     |       |
| – turniej mężczyzn |       |       |       |       |       |       |       | ½     | F     |       |

Legenda
|  | Faza grupowa |  | Faza półfinałowa |  | Finał |

## Uczestnicy
W zawodach brało udział łącznie 181 koszykarek i koszykarzy z 12 państw.

### Kobiety
W turnieju kobiet brało udział 6 drużyn narodowych.
- Brazylia (11)
- Chiny (12)
- Kanada (12)
- Francja (12)
- Niemcy (12)
- Stany Zjednoczone (11)

Każda drużyna grała ze wszystkimi innymi drużynami w grupie tzw systemem kołowym (tj. każdy z każdym, po jednym meczu). Do fazy finałowej rozgrywek awansowały dwie najlepsze drużyny, które zgrały mecz o mistrzostwo igrzysk wojskowych. Zespoły, które zajęły miejsca 3 i 4 rozegrały spotkanie o brązowy medal.

### Mężczyźni
W turnieju mężczyzn brało udział 10 drużyn narodowych (111 koszykarzy).
- Brazylia (10)
- Chiny (12)
- Grecja (10)
- Katar (10)
- Kongo (12)
- Korea Południowa (11)
- Litwa (11)
- Mongolia (12)
- Niemcy (11)
- Stany Zjednoczone (12)

W fazie grupowej drużyny męskie rywalizowały w dwóch grupach. Każdy zespół grał ze wszystkimi innymi drużynami w grupie systemem kołowym (tj. każdy z każdym, po jednym meczu). Do fazy pucharowej (półfinałów) awansowały 2 najlepsze drużyny z każdej z grup, które rywalizowały o medale. Zwycięzcy meczów grali o mistrzostwo igrzysk wojskowych, a pokonani o medal brązowy. 
Pozostałe zespoły po zakończonej rundzie zasadniczej rozegrały tzw mecze pocieszenia; trzecia drużyna z każdej z grupy grały mecz o miejsce 5–6, czwarte drużyny o pozycję 7–8, a piąte o lokatę 9–10.

## Wyniki

### Medalistki
| Kobiety (szczegóły) | Złoto | Srebro | Brąz |
| Kobiety (szczegóły) | Chiny Han Xu Jia Qiujiao Jin Jiabao Li Meng Li Yueru Lu Wen Pan Zhenqi Sun Mengran Wang Lili Wang Xuemeng Zhao Shuang Zhang Liting Trener: Zhan Shuping | Brazylia Debora Costa Karla Costa Patricia Ferreira Soeli Garvao Barbara Honorio Gilmara Justjno Patricia Ferreira Isabela Ramona Carina Souza Fabiana Souza Luana Souza Trener: Ricardo Augusto | Stany Zjednoczone Donita Adams Taylor Alton Charmaine Clark Blaire Danielle Coffey April Cromartie Danika Dale Jala Harris Santia Jackson Cinnamon Kava Allyson Lehman Ariel Thomas Trener: Paul Parker Jr |

### Medaliści
| Mężczyźni (szczegóły) | Złoto | Srebro | Brąz |
| Mężczyźni (szczegóły) | Litwa Lukas Karalis Vitalijus Kozys Deividas Kumelis Ignas Lukosius Gintautas Matulis Aurimas Pocius Sarunas Reinartas Rimvydas Stankievicius Mindaugas Susinskas Linas Valatkevicius Erikas Venskus Trener: Marius Kuaguda | Stany Zjednoczone Bryan Babtiste Jurmond Cattenhead Tilman Dunbar III Derell Henderson Craig Johnson Jahmal Lawson Londel Lennon Ryan Manning Ronald Rhea Worth Smith III Jacob Van Grant Vermeer Trener: Micah Bonner | Chiny A Ersilan Fu Hao Guo Haowen Lei Meng Liu Hangchu Luo Kaiwen Tian Yuxiang Wang Junjie Wang Zhelin Yu Chen Xu Zhonghao Zhang Xu Trener: Wang Zhizhi |

## Klasyfikacja medalowa
* Gospodarz zawodów został zaznaczony tym kolorem.
| Miejsce           | Reprezentacja     | Złoto | Srebro | Brąz | Razem |
| ----------------- | ----------------- | ----- | ------ | ---- | ----- |
| 1                 | Chiny*            | 1     | 0      | 1    | 2     |
| 2                 | Litwa             | 1     | 0      | 0    | 1     |
| 3                 | Stany Zjednoczone | 0     | 1      | 1    | 2     |
| 4                 | Brazylia          | 0     | 1      | 0    | 1     |
| Ogółem (4 państw) | Ogółem (4 państw) | 2     | 2      | 2    | 6     |

Źródło: